# Euptychium piliferum
Euptychium piliferum là một loài rêu trong họ Pterobryaceae. Loài này được Fr. Müll. mô tả khoa học đầu tiên năm 2011.